# فرانک سی‌اف‌ای غرب آفریقا

کاربرد: فرانک سی‌اف‌ای غرب آفریقا فرانک سی‌اف‌ای مرکز آفریقا

فرانک سی‌اف‌ای غرب آفریقا (به فرانسوی: franc CFA، کد: XOF) یکای پول هشت کشور غرب آفریقا است.
سرنام CFA برگرفته از واژگان فرانسوی Communauté financière d'Afrique (بمعنی: انجمن مالی آفریقا) می‌باشد. مقر این یکای پول، بانک مرکزی دولت‌های آفریقای باختری (BCEAO) در داکار، سنگال است. در کل هر فرانک سی‌اف‌ای آفریقای باختری به صد سانتیم (centime) بخش می‌شود اما تابحال از سانتیم استفاده نشده است.
در چند کشور مرکزی آفریقا فرانک سی‌اف‌ای آفریقای میانه که دارای ارزش برابر با فرانک سِاف‌آ آفریقای باختری است، در جریان می‌باشد. نام هردو یکای پول فرانک سی‌اف‌ای است.

## پیشینه
در واقع پس از پایان جنگ جهانی دوم برخی کشورهای آفریقایی در ۲۶ دسامبر سال ۱۹۴۵ میلادی به واحد پولی مشترک رسیدند که به «فرانک آفریقا» موسوم شد. این واحد پولی به ابتکار دولت فرانسه ایجاد شد. کشورهای آفریقایی که در گذشته تحت استعمار قدرت‌های آن زمان مانند انگلیس و فرانسه بودند، طبیعتاً واحد پولی مستقلی نداشتند و پس از استقلال درصدد دستیابی به واحد پولی خود بودند. برمبنای همین ساختار و براساس توافقی از سال ۱۹۴۵ یعنی زمان شکل‌گیری واحد پولی مشترک آفریقا تا سال ۱۹۷۵ میلادی صد درصد ذخایر ارزی کشورهای آفریقایی دارای واحد پولی مشترک در بانک مرکزی فرانسه نگهداری می‌شد. این میزان از سال ۱۹۷۵ میلادی تا به بعد به ۶۵ درصد کاهش یافت و در سال ۲۰۰۷ میلادی براساس توافق جدیدی ۵۰ درصد ذخایر ارزی کشورهای آفریقایی دارای واحد پولی مشترک در بانک مرکزی فرانسه نگهداری می‌شود. آمار موسسات مالی مستقل بین‌المللی نشان می‌دهد که در سال ۲۰۰۵ میلادی بیش از ۳ هزار و ۶۰۰ میلیارد فرانک آفریقا معادل ۷۲ میلیارد یورو از ذخایر ارزی آفریقا در بانک مرکزی فرانسه نگهداری می‌شد.

## نگارخانه